# نیشی-کو، یوکوهاما
نیشی-کو (به لاتین: Nishi-ku) یک منطقهٔ مسکونی در ژاپن است که در یوکوهاما واقع شده‌است. نیشی-کو ۷٫۰۴ کیلومتر مربع مساحت و ۹۳٬۲۱۰ نفر جمعیت دارد.